# Mission Voulet-Chanoine
La mission Afrique Centrale-Tchad, dite mission Voulet-Chanoine, est une expédition française de conquête coloniale du Tchad, menée à partir de  janvier 1899, par les capitaines Voulet et Chanoine. Elle est marquée par de nombreux massacres et par la perte totale de contrôle des autorités françaises sur les deux officiers. Elle est l'un des scandales coloniaux de la conquête européenne de l'Afrique subsaharienne (dont ceux individuels de Carl Peters, Heinrich Leist, Geo A. Schmidt, Jesko von Puttkamer, Albrecht von Rechenberg), entre 1885 et 1914.

## L'histoire

### La conquête du Tchad

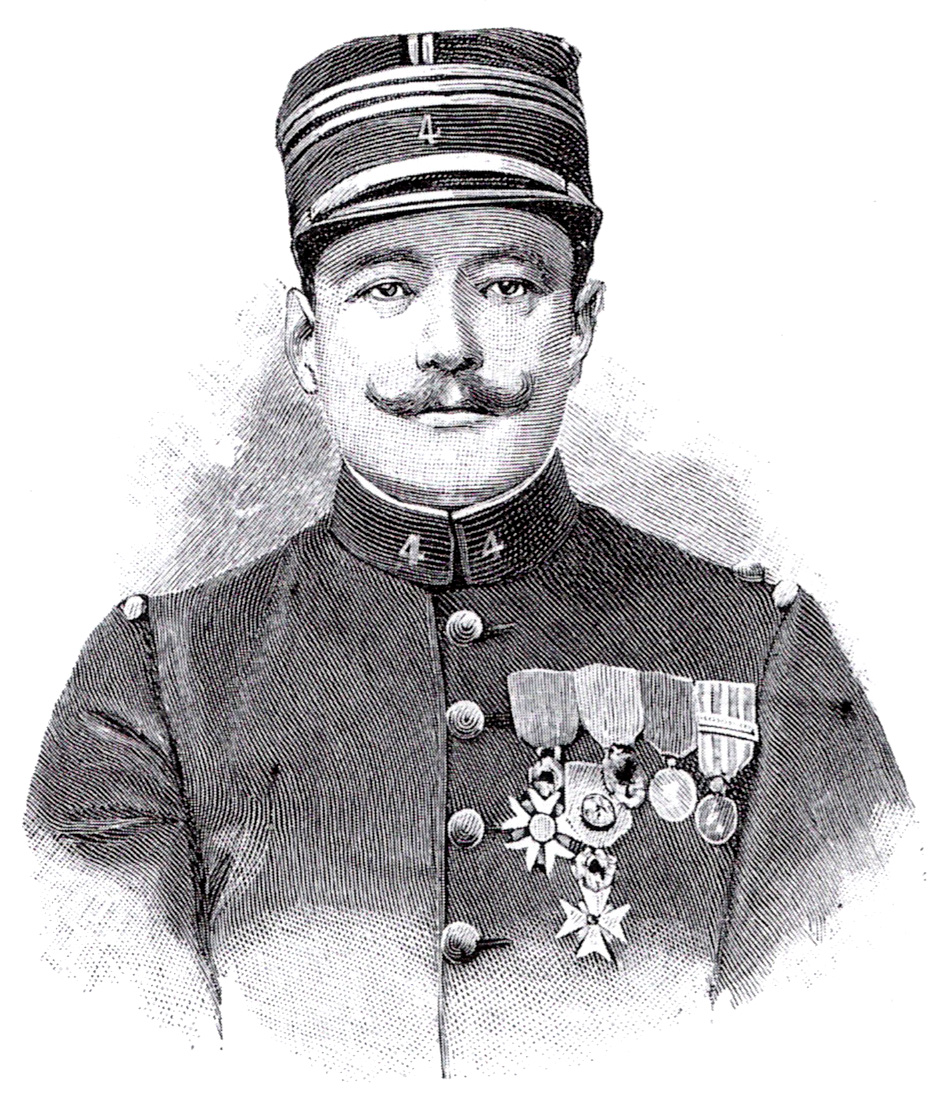
Le capitaine Paul Voulet (gravure parue en une du journal L'Illustration no 2948, samedi 26 août 1899).

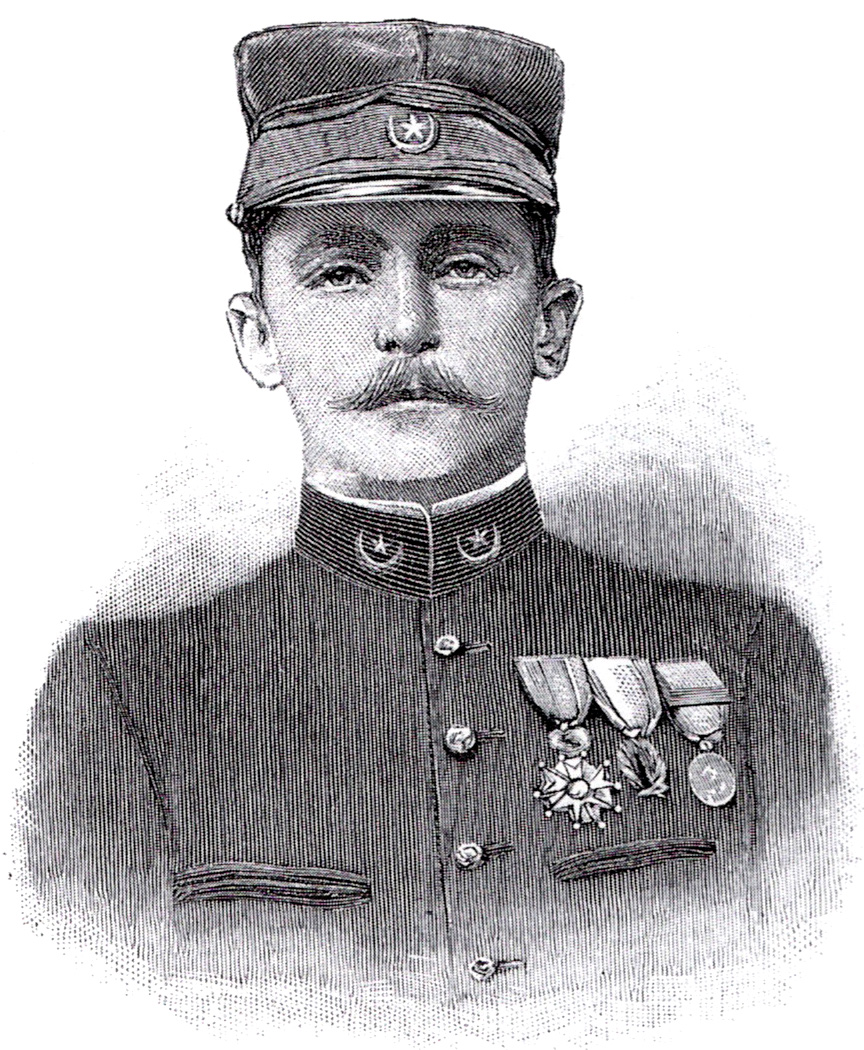
Le capitaine Julien Chanoine (gravure parue en une du journal L'Illustration no 2948, samedi 26 août 1899).

Cette affaire se déroula dans le contexte de concurrence entre puissances européennes dans la colonisation de l'Afrique (conférence de Berlin et course au clocher),,. Conçue en juillet 1898 par le secrétaire d'État aux Colonies, André Lebon, sous la dénomination Mission Afrique Centrale-Tchad, la colonne Voulet-Chanoine devait atteindre, depuis le Sénégal, le Tchad par l’ouest et le fleuve Niger et opérer la jonction de leur colonne au lac Tchad avec deux autres missions, l’une partie d’Algérie, la mission Foureau-Lamy, l’autre du Moyen-Congo, dirigée par Émile Gentil. Ces trois missions devaient parachever la conquête de l'empire français d'Afrique. La progression de la mission, loin d'être conçue comme une entreprise de conquête militaire nécessairement violente, devait s'accompagner de la signature de traités d'alliance avec les chefs indigènes locaux.

### Voulet et Chanoine
Les capitaines Voulet, âgé de 33 ans, et Chanoine, âgé de 29 ans, s'étaient déjà illustrés lors de la conquête du royaume mossi, occupant l'actuel Burkina Faso et une partie du Niger, à partir du Sénégal en 1896. Voulet avait par ailleurs participé à la prise de Ouagadougou. Des réussites embellies[non neutre] par la presse française. Voulet et Chanoine sont également connus pour la brutalité de leurs méthodes et pour leur anglophobie. Julien Chanoine est par ailleurs le fils aîné du général Jules Chanoine, bref ministre de la Guerre en 1898.

### Les massacres
La mission vers le Tchad fut marquée par une grande violence. L'expédition militaire se transforma tout au long de son parcours en véritable colonne infernale, massacrant les populations qui refusaient de leur fournir vivres ou porteurs. De fait, les différentes missions coloniales étaient dans la nécessité de « vivre sur le pays », la capacité d'emport et portage des vivres par des porteurs limitant l'autonomie d'une mission terrestre à 30 jours au maximum[réf. souhaitée]. C'était le cas de la mission Voulet-Chanoine, composée des deux capitaines Voulet et Chanoine, du docteur Henri, des lieutenants Joalland, Pallier et Péteau, des sous-officiers Laury, Bouthel et Tourot, de 600 soldats, tirailleurs soudanais et auxiliaires vétérans des guerres entre Toucouleurs et Bambaras, de 100 spahis et d'un canon de 80, suivis par 2 000 non combattants, porteurs et femmes.

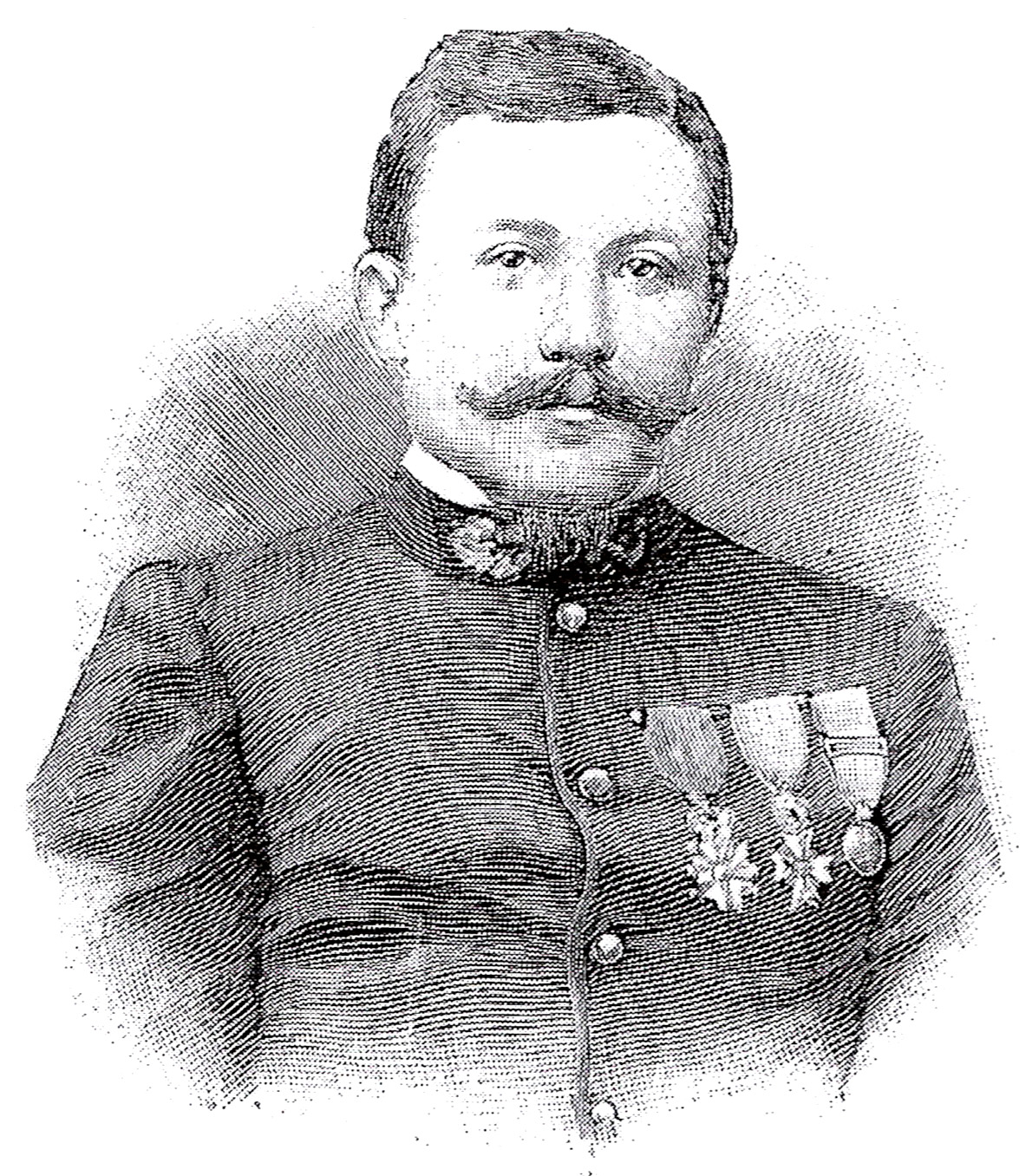
Le médecin-major Henric.
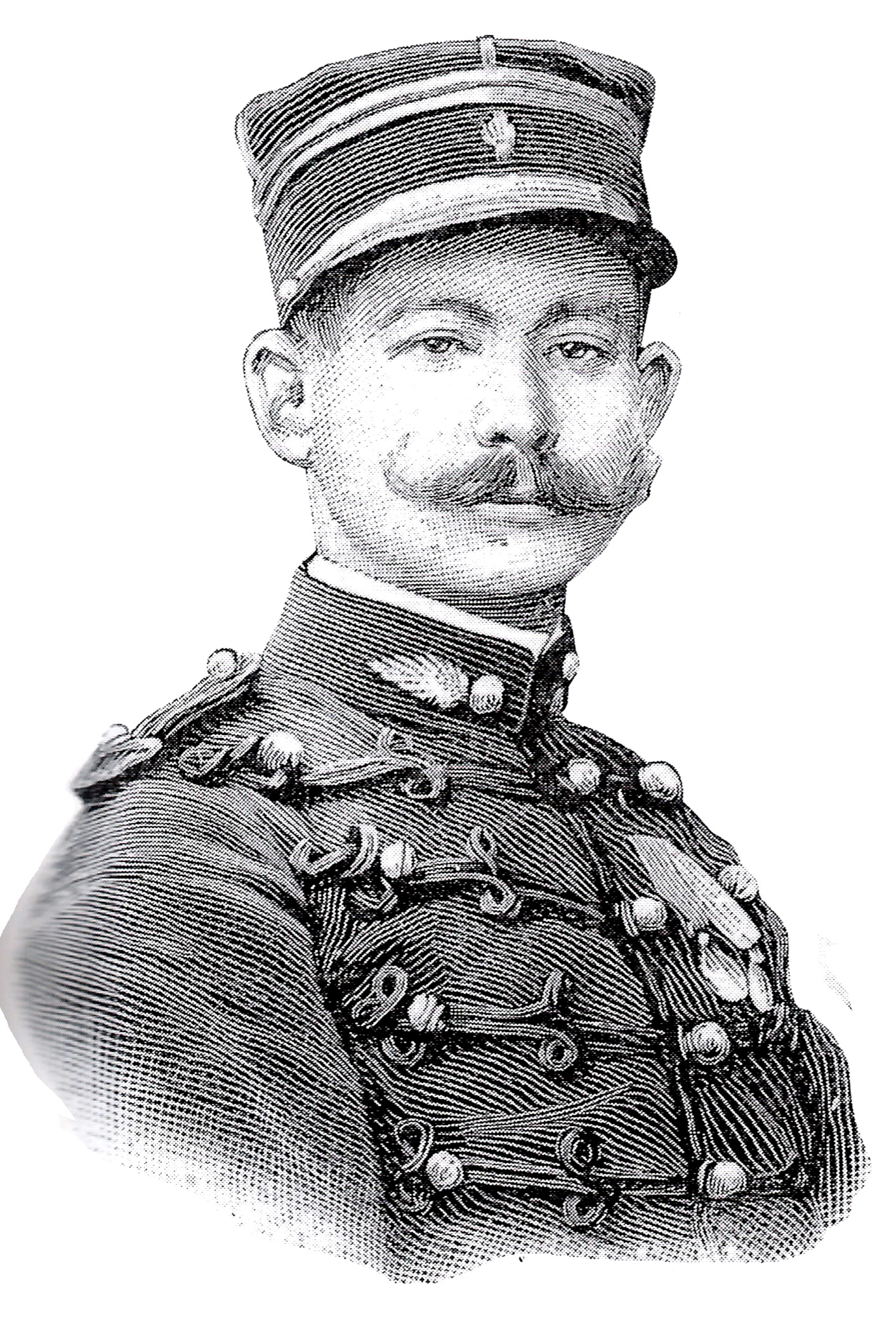
Le lieutenant Paul Joalland, artilleur.
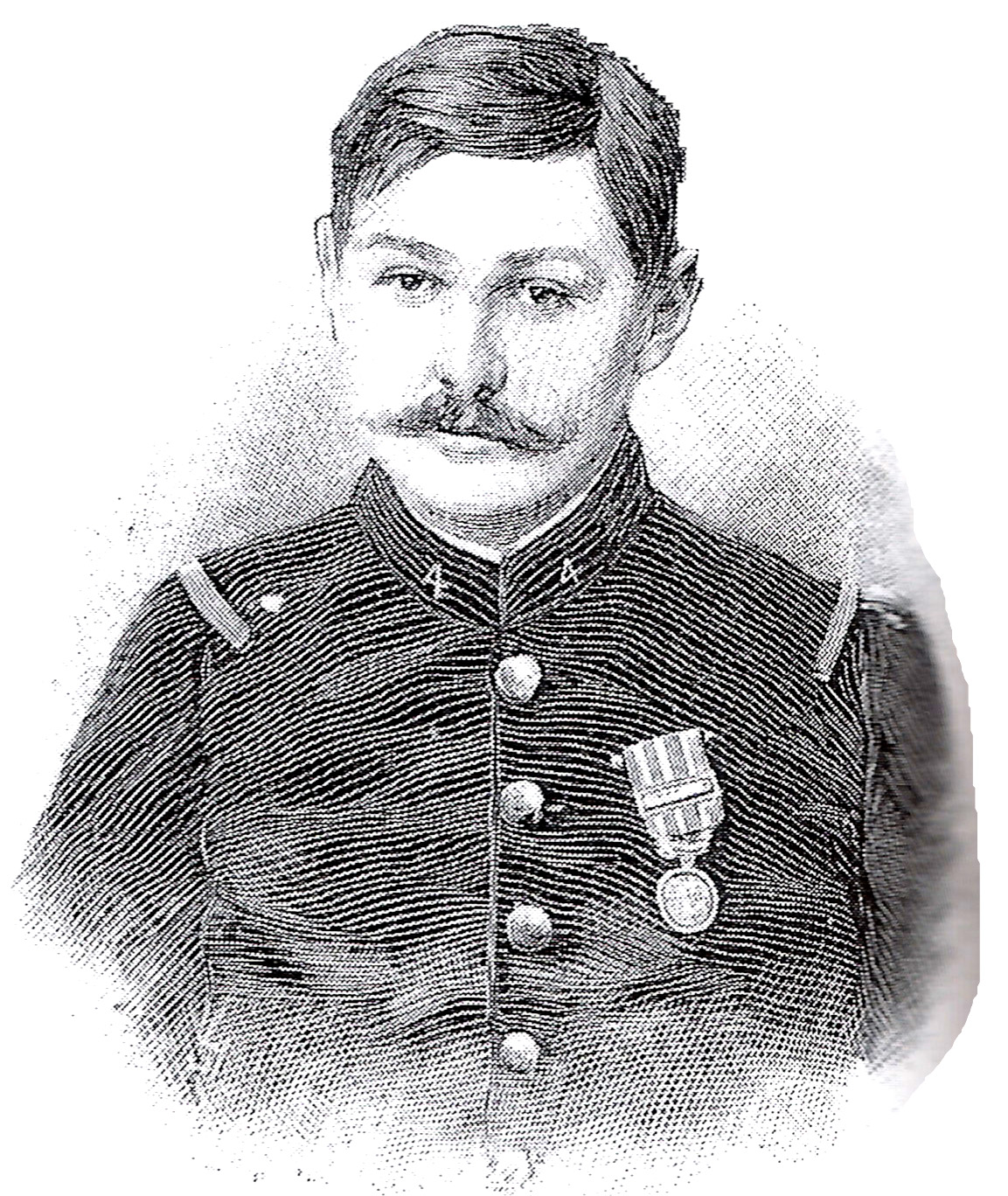
Le lieutenant Pallier.
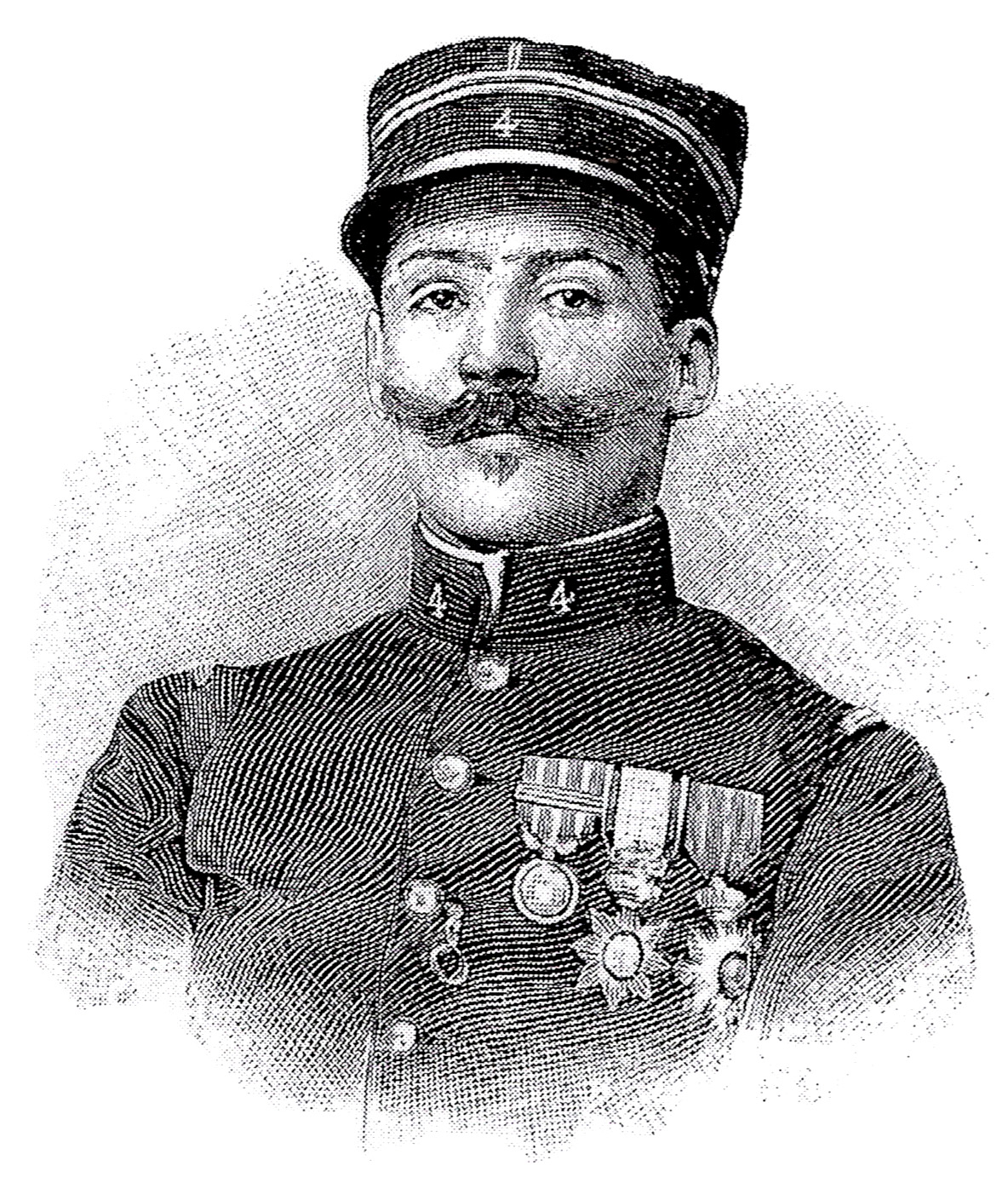
Le lieutenant Péteau.
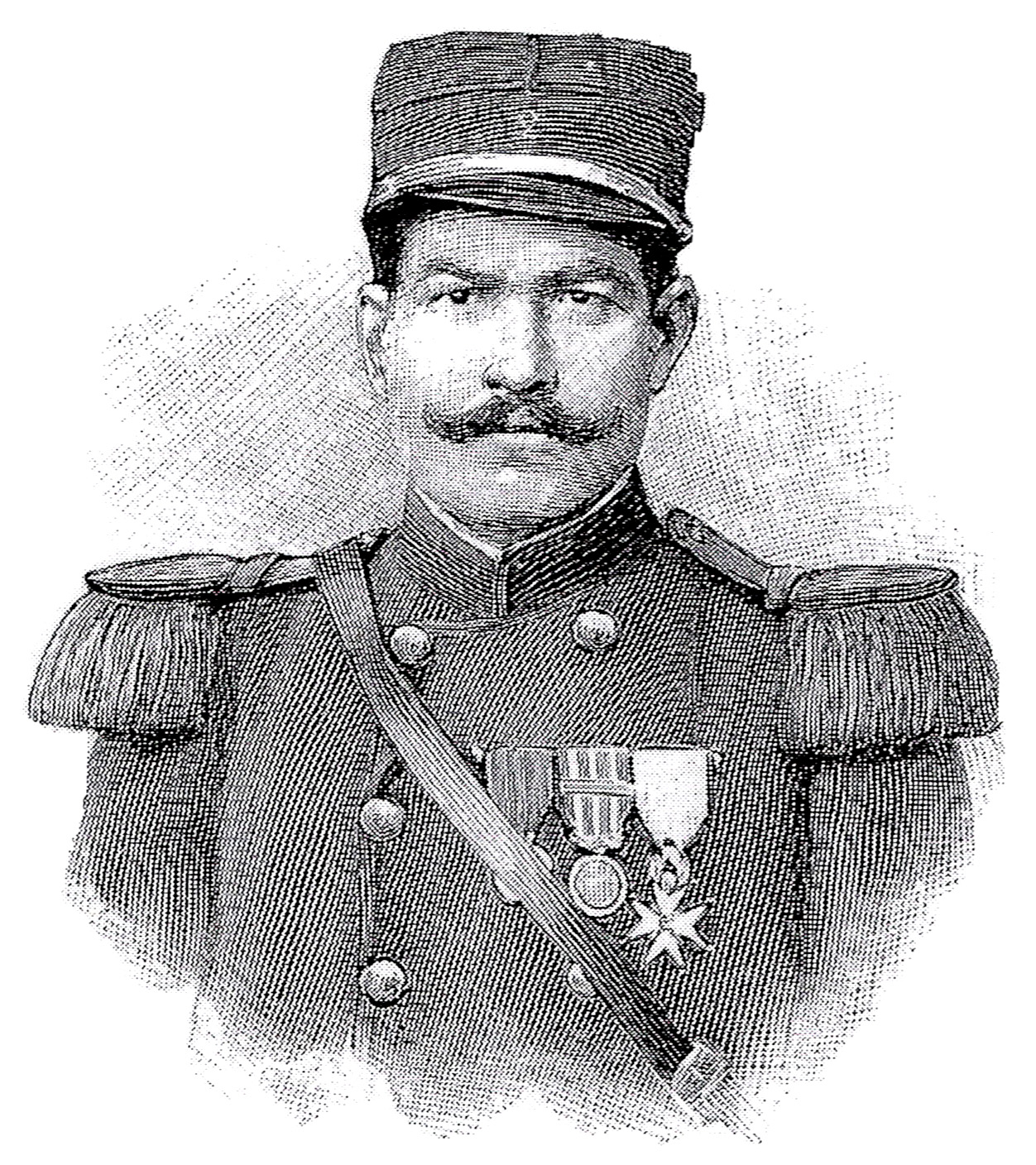
Le sergent-major Laury.
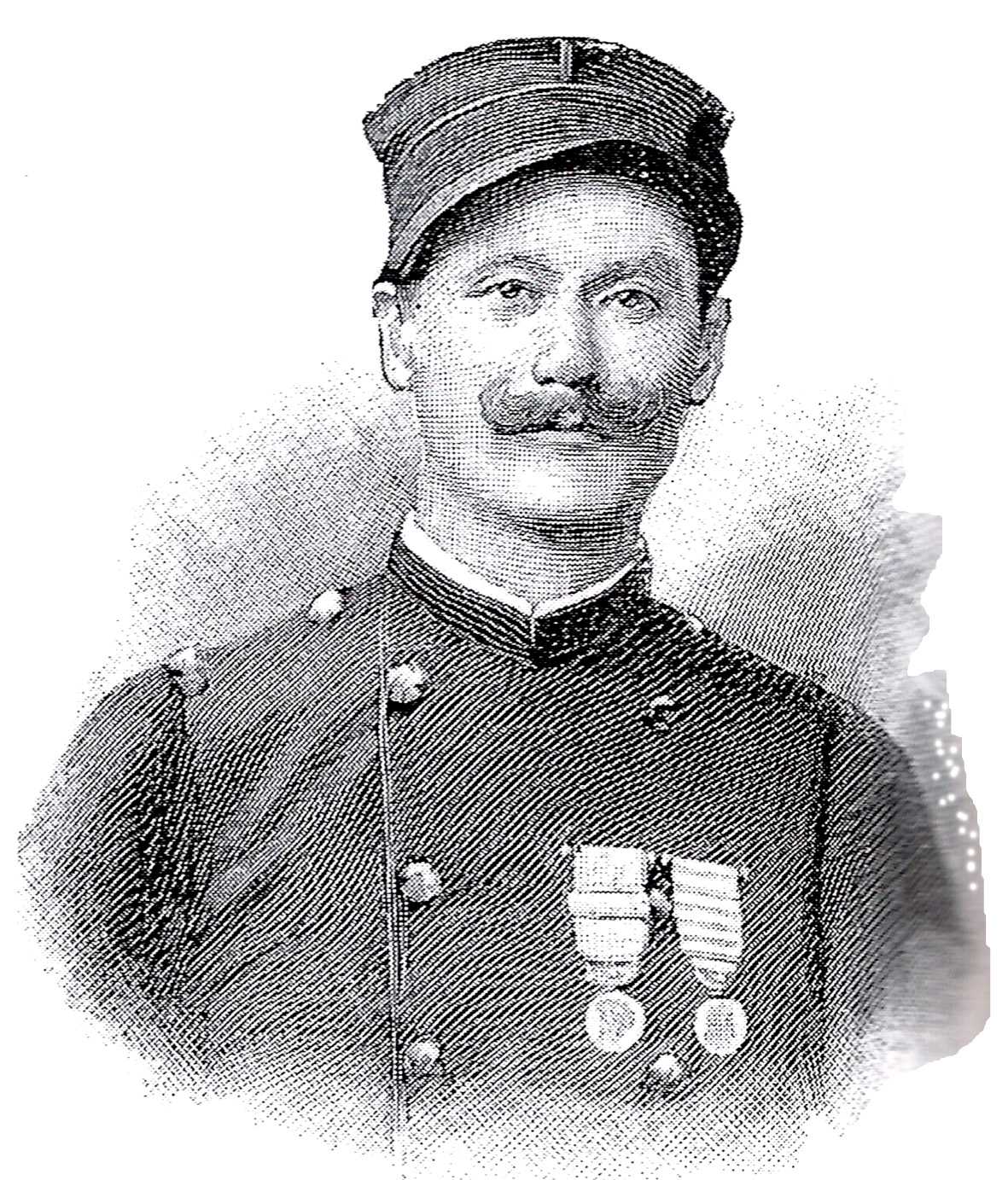
Le sergent Bouthel.

Les massacres commis par cette mission Voulet-Chanoine commencent très tôt,. Début avril, les troupes françaises rencontrent une forte résistance dans les villages de Lougou et Tongana où les guerriers sont commandés par une reine locale, Sarraounia. Les combats coûtèrent aux Français plusieurs morts et blessés. La reine Sarraounia échappe aux forces coloniales françaises,. Début mai 1899, en pays haoussa, la ville de Birni N'Konni est prise et un grand nombre d'habitants tués, soldats, hommes, femmes et enfants, alors qu'ils fuient. Ce grand village de plus de 10 000 âmes est entièrement détruit,.

### L'assassinat du lieutenant-colonel Klobb

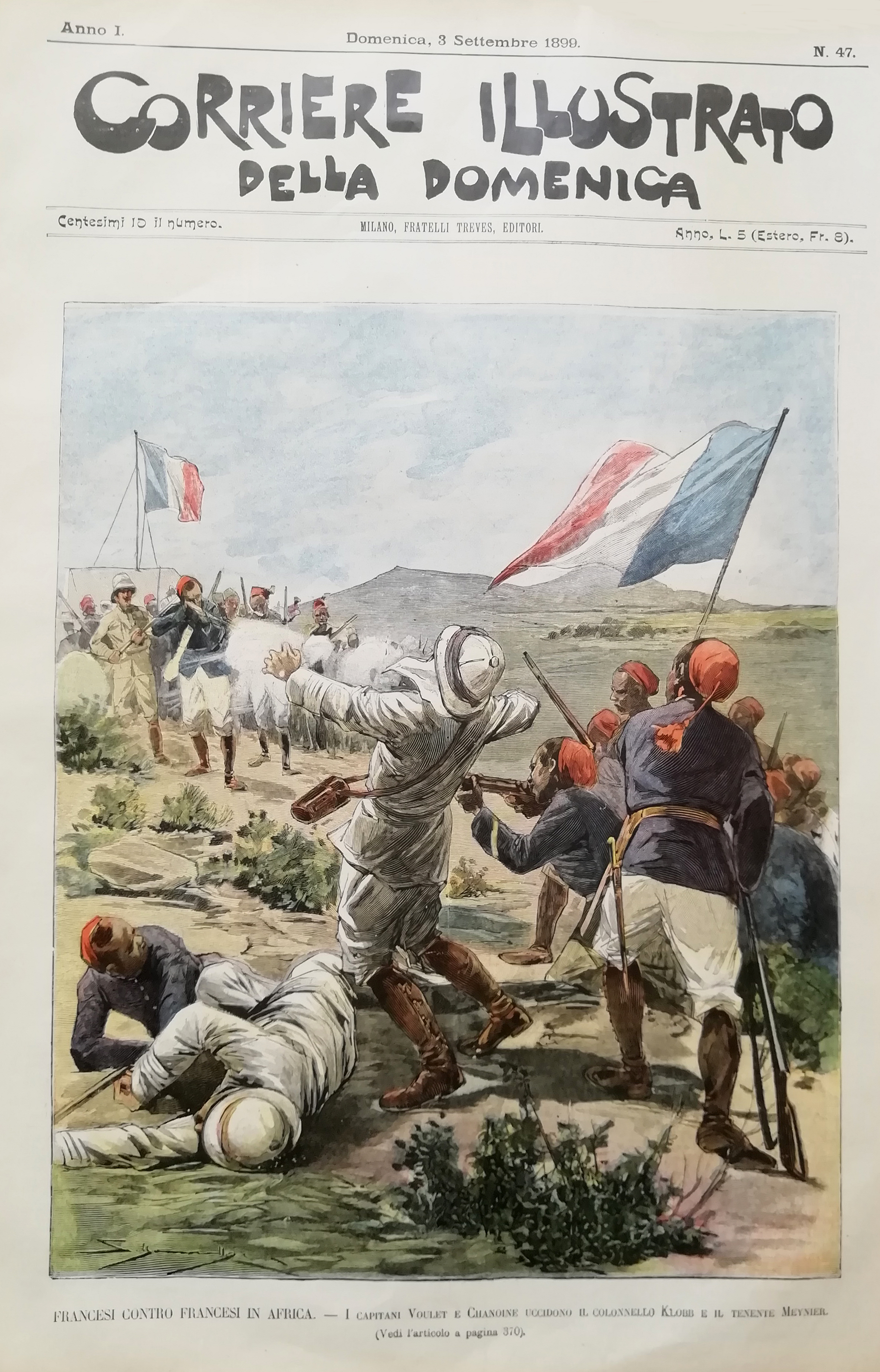
Klobb tué par les troupes de Voulet.
Couverture illustrée du journal Corriere Illustrato della Domenica, Milan, 3 septembre 1899.

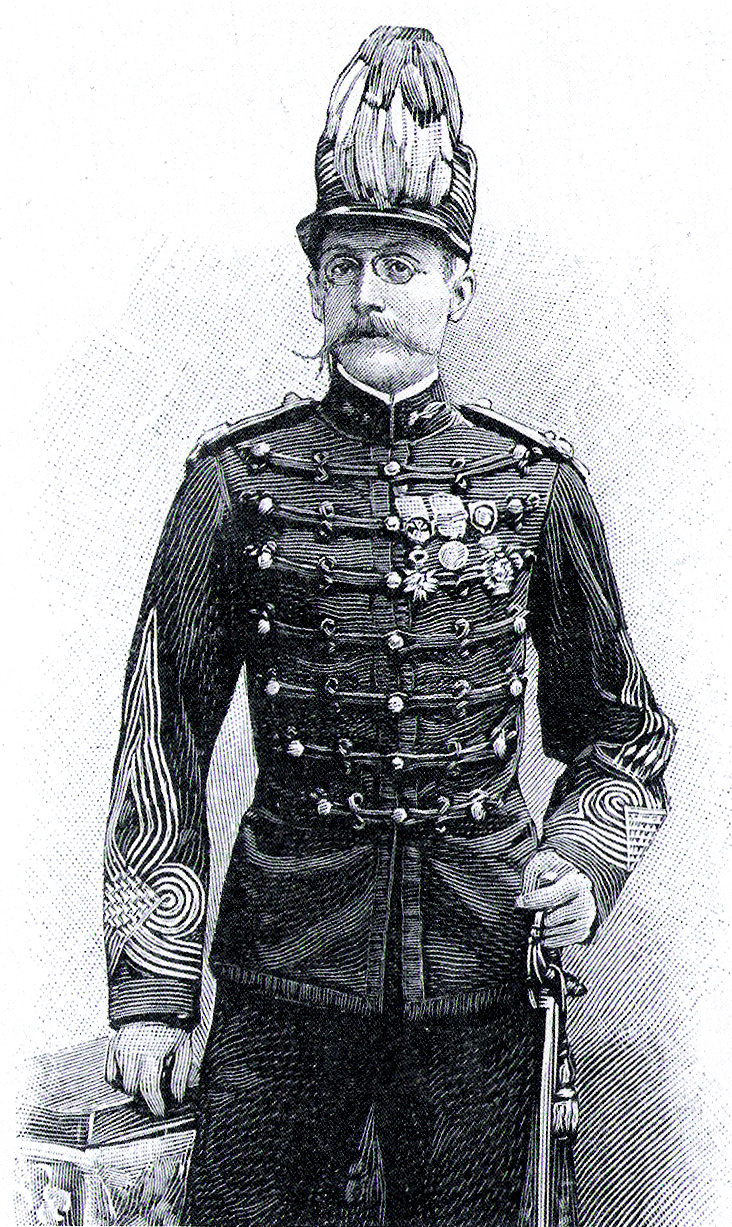
Le lieutenant-colonel Klobb.

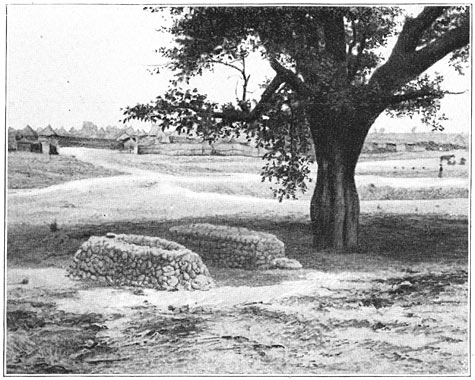
Les tombes de Voulet et Chanoine à Maijirgui au Niger.

Les conquêtes africaines précédentes avaient été brutales, sans comparaison avec ces massacres répétés. Leur récit parvient à Paris en avril 1899. Le ministre des Colonies, Antoine Guillain, envoie le lieutenant-colonel Klobb, chargé de la garnison de Tombouctou, et le lieutenant Octave Meynier, pour relever les deux capitaines de leur commandement. Parti à leur poursuite,, Klobb découvre au fur et à mesure de sa progression, tout au long de plus de 2 000 km, l'ampleur des massacres perpétrés par Voulet et Chanoine (dont des fillettes pendues aux arbres).
Alors que Klobb et ses hommes rattrapent la colonne sanglante à Dankori le 14 juillet 1899, Voulet fait ouvrir le feu et Klobb est tué, à l'instar d'autres hommes de Voulet et de Chanoine, que ces derniers n'hésitent pas à supprimer s'ils refusent d'exécuter leurs ordres. Meynier, blessé, passe pour mort dans sa famille. Chanoine et Voulet, qui proclament désormais leur volonté de se tailler un empire africain personnel, sont tués à leur tour, le 16 et le 17 juillet, par leurs propres tirailleurs mutinés.
Les troupes sont alors dirigées par les lieutenants Pallier, Joalland et Meynier, second de Klobb. Plus tard, le lieutenant Pallier rejoint le Soudan avec une partie des troupes et la campagne continue sous le nom de mission Joalland-Meynier pour conquérir le territoire du Tchad. Avant de se séparer, les responsables  militaires survivants de la colonne se mettent d'accord sur une version commune des faits, mettant en cause des proches de Voulet, des traducteurs et des soldats tirailleurs africains, qui avaient été d'ailleurs rapidement exécutés.

### Débats à Paris
À Paris, la presse s'empare un temps de l'affaire. Le gouvernement est interpellé à ce propos à plusieurs reprises par des députés à la Chambre. Une commission d'enquête est mise en place dès l'arrivée de la nouvelle de la mort de Klobb le 20 août. Le ministre de la Guerre, Jules Chanoine (père de Julien Chanoine) apprend les faits par la presse alors qu'il est à Rennes, au procès Dreyfus (autre affaire touchant au même moment l'image de l'armée française), comme témoin de l'accusation (la nouvelle de la mort de son fils ne parvient pas dans un premier temps à Paris).
L'annonce de la conquête du Tchad, et de la mort des deux officiers Voulet et Chanoine, passe au second plan un scandale qui est mis sur le compte de la folie (« soudanite aiguë ») des deux capitaines : « la maladie coloniale est à l'époque l'ultime recours de ceux qui cherchèrent à comprendre la dérive meurtrière de la mission sous l'emprise de la chaleur, de la soif et de la faim ». L'armée française et le gouvernement Waldeck-Rousseau, qui sortaient de cette autre affaire, l'affaire Dreyfus ayant déchiré le pays, voulaient éviter une nouvelle controverse.
L'affaire funeste revient en 1923 quand Robert Delavignette, administrateur colonial au Niger, fait ouvrir les tombes des deux officiers qui se révélent vides.

### Études et essais
- Finn Fuglestad, « À propos de travaux récents sur la mission Voulet-Chanoine », Revue française d'histoire d'outre-mer, t. 67, nos 246-247,‎ 1er et 2e trimestres 1980, p. 73-87 (ISSN 2275-4954, lire en ligne).
- Michel Pierre, « L'affaire Voulet-Chanoine », L'Histoire, no 69 « Le temps des colonies »,‎ juillet 1984, p. 67-71.
- Muriel Mathieu, La mission Afrique centrale, Paris, L'Harmattan, coll. « Racines du présent », 1996, 281 p. (ISBN 2-7384-4008-8, lire en ligne).
- (en) Bertrand Taithe, The Killer Trail : a Colonial Scandal in the Heart of Africa, Oxford, Oxford University Press, 2009, XII-324 p. (ISBN 978-0-19-923121-8, présentation en ligne), [présentation en ligne].
- Elara Bertho, « Sarraounia, une reine africaine entre histoire et mythe littéraire (Niger, 1899-2010) », Genre & Histoire, no 8,‎ printemps 2011 (lire en ligne).
- Ibrahim Yahaya, L'expédition coloniale Voulet-Chanoine dans les livres et à l'écran, Paris, L'Harmattan, coll. « Images plurielles », 2012, 395 p. (ISBN 978-2-336-29002-7, présentation en ligne).

### Romans et récits romancés
- Jacques-Francis Rolland, Le Grand capitaine : un aventurier inconnu de l'épopée coloniale, Paris, Bernard Grasset, 1976, 270 p. (ISBN 2-246-00342-3).
- Jean-Claude Simoën, Les fils de roi : le crépuscule sanglant de l'aventure africaine, Paris, Jean-Claude Lattès, 1996, 284 p. (ISBN 2-7096-1678-5, présentation en ligne).
- Abdoulaye Mamani, Sarraounia : le drame de la reine magicienne, Paris, L'Harmattan, coll. « Encres noires » (no 4), 1980, 159 p. (ISBN 2-85802-156-2, présentation en ligne).
- Halima Hamdane (textes) et Isabelle Calin (dessins), Sarraounia : la reine magicienne du Niger, Paris, Cauris Éditions, coll. « Lucy », 2004, 24 p. (ISBN 2-914605-13-7).
- Serge Moati et Yves Laurent, Capitaines des ténèbres : roman, Paris, Fayard, 2006, 405 p. (ISBN 2-213-62610-3, présentation en ligne). Réédition : Serge Moati et Yves Laurent, Capitaines des ténèbres, Paris, Librairie générale française, coll. « Le livre de poche » (no 30866), 2007, 378 p. (ISBN 978-2-253-11921-0).« La soudanite », le roman de Patrick Girard raconte cette mission sanglante et l’explique par la soudanite, cette folie qui s’est emparée des officiers francais.

### Bandes dessinées
- Pierre-Alban Delannoy (dessin) et F. Logez (scénario), Le roi noir n'est pas noir, Brûle Maison, coll. « Les Acariens », 2001 (ISBN 2-9517213-0-7)
- Olivier Maltret, « L'égo des savanes », BoDoï, no 46,‎ novembre 2001, p. 16.
- Christophe Dabitch (scénario) et Nicolas Dumontheuil (dessins et couleurs), La Colonne, t. 1 : Un esprit blanc, Paris, Futuropolis, 2013, 77 p. (ISBN 978-2-7548-0712-8, présentation en ligne).
- Christophe Dabitch (scénario) et Nicolas Dumontheuil (dessins et couleurs), La Colonne, t. 2 : Exterminez-moi toutes ces brutes, Paris, Futuropolis, 2014, 87 p. (ISBN 978-2-7548-0887-3, présentation en ligne).

### Filmographie
- Sarraounia (1986), film réalisé par Med Hondo[6], scénario de Med Hondo, avec Aï Keïta (Sarraounia), Jean-Roger Milo (capitaine Voulet), Féodor Atkine (capitaine Chanoine), Didier Sauvegrain (docteur Henric), Roger Miremont (lieutenant Joalland), Luc-Antoine Diquéro (lieutenant Pallier), Jean-Pierre Castaldi (sergent Boutel).
- Capitaines des ténèbres (2004), téléfilm réalisé par Serge Moati, scénario d'Yves Laurent, avec Manuel Blanc (capitaine Voulet), Patrick Mille (capitaine Chanoine), Clément Sibony (Péteau), Richard Bohringer (le colonel Klobb), Micky Sebastian (Mme Klobb), François Berland (Henric), Éric Laugérias (Bouthel), coproduit par Arte France et Image & Compagnie, diffusé sur Arte en avril 2006. Le scénario est une adaptation libre (absence de Meynier, rôle du lieutenant Péteau attribué à Joalland...).
- Blancs de mémoire (2004), documentaire de Manuel Gasquet, coproduit par Image & Compagnie et le SCÉRÉN-CNDP. Une recherche des traces encore présentes dans les populations du Niger de la « colonne infernale. »